# Mesosa fruhstorferi
Mesosa fruhstorferi är en skalbaggsart som beskrevs av Stefan von Breuning 1968. Mesosa fruhstorferi ingår i släktet Mesosa och familjen långhorningar. Inga underarter finns listade i Catalogue of Life.